# Новопавлівська сільська рада (Каланчацький район)
Новопа́влівська сільська́ ра́да — адміністративно-територіальна одиниця та орган місцевого самоврядування в Каланчацькому районі Херсонської області. Адміністративний центр — село Новопавлівка.

## Загальні відомості
- Територія ради: 26,09 км²
- Населення ради: 732 особи (станом на 2001 рік)

## Населені пункти
Сільській раді підпорядковані населені пункти:
- с. Новопавлівка

## Склад ради
Рада складається з 14 депутатів та голови.
- Голова ради: Труба Віктор Володимирович
- Секретар ради: Серебринська Людмила Василівна

### Керівний склад попередніх скликань
| Прізвище, ім'я, по батькові | Основні відомості                                                                                          | Дата обрання | Дата звільнення |
| --------------------------- | --- | ------------ | --------------- |
| Труба Віктор Володимирович  | Сільський голова, 1959 року народження, освіта вища                                                        | 26.03.2006   | 31.10.2010      |
| Труба Віктор Володимирович  | Сільський голова, 1959 року народження, освіта вища, член Соціал-демократичної партії України (об'єднаної) | 31.10.2010   |                 |

Примітка: таблиця складена за даними сайту Верховної Ради України

### Депутати
За результатами місцевих виборів 2010 року депутатами ради стали:

#### За суб'єктами висування
| Суб'єкт висування           | Кількість обраних депутатів | %    |
| --------------------------- | --------------------------- | ---- |
| Партія регіонів             | 9                           | 64,3 |
| Комуністична партія України | 2                           | 14,3 |
| Самовисування               | 2                           | 14,3 |
| Народна партія              | 1                           | 7,1  |

#### За округами
| № округу                    | Прізвище, ім'я, по батькові       | Дата визнання обраним | Освіта  | Партійна приналежність                        | Відомості про обраного депутата                              |
| --------------------------- | --------------------------------- | --------------------- | ------- | --------------------------------------------- | ------------------------------------------------------------ |
| Комуністична партія України |                                   |                       |         |                                               |                                                              |
| 3                           | Герасимчук Федір Васильович       | 01.11.2010            | вища    | член Комуністичної партії України             | пенсіонер                                                    |
| 5                           | Декалюк Галина Яківна             | 01.11.2010            | середня | член Комуністичної партії України             | пенсіонер                                                    |
| Народна Партія              |                                   |                       |         |                                               |                                                              |
| 14                          | Пінчук Михайло Миколайович        | 01.11.2010            | середня | позапартійний                                 | СТОВ «Таврида Плюс», водій                                   |
| Партія регіонів             |                                   |                       |         |                                               |                                                              |
| 2                           | Цисарь Олег Вікторович            | 01.11.2010            | вища    | позапартійний                                 | Новопавлівська загальноосвітня школа, вчитель                |
| 4                           | Винтовкін Віталій Борисович       | 01.11.2010            | середня | позапартійний                                 | СТОВ «Таврида Плюс», водій                                   |
| 7                           | Римарик Алла Іванівна             | 01.11.2010            | середня | член Партії регіонів                          | Новопавлівська сільська рада, спеціаліст із земельних питань |
| 8                           | Редванська Катерина Станіславівна | 01.11.2010            | середня | член Партії регіонів                          | Новопавлівська загальноосвітня школа, кухар                  |
| 9                           | Поліщук Марія Богданівна          | 01.11.2010            | вища    | член Партії регіонів                          | Новопавлівська загальноосвітня школа, вчитель                |
| 10                          | Бірюкова Тетяна Дмитрівна         | 01.11.2010            | вища    | позапартійна                                  | Новопавлівська загальноосвітня школа, вчитель                |
| 11                          | Кобюк Галина Ериківна             | 01.11.2010            | середня | позапартійна                                  | Новопавлівська загальноосвітня школа, медсестра              |
| 12                          | Серебринська Людмила Василівна    | 01.11.2010            | вища    | член Партії регіонів                          | Новопавлівська сільська рада, секретар                       |
| 13                          | Березницька Тетяна Василівна      | 01.11.2010            | середня | член Партії регіонів                          | тимчасово не працює                                          |
| Самовисування               |                                   |                       |         |                                               |                                                              |
| 1                           | Куць Валентина Іванівна           | 01.11.2010            | середня | член Всеукраїнського об'єднання «Батьківщина» | тимчасово не працює                                          |
| 6                           | Ґвалт Діна Володимирівна          | 01.11.2010            | середня | член Всеукраїнського об'єднання «Батьківщина» | ЧП «Сімейко», продавець                                      |

## Населення
Згідно з переписом УРСР 1989 року чисельність наявного населення села становила 668 осіб, з яких 337 чоловіків та 331 жінка.
За переписом населення України 2001 року в селі мешкало 717 осіб.

### Мова
Розподіл населення за рідною мовою за даними перепису 2001 року:
| Мова       | Відсоток |
| ---------- | -------- |
| українська | 93,58 %  |
| російська  | 6,01 %   |
| білоруська | 0,27 %   |